# Una visión del Juicio Final

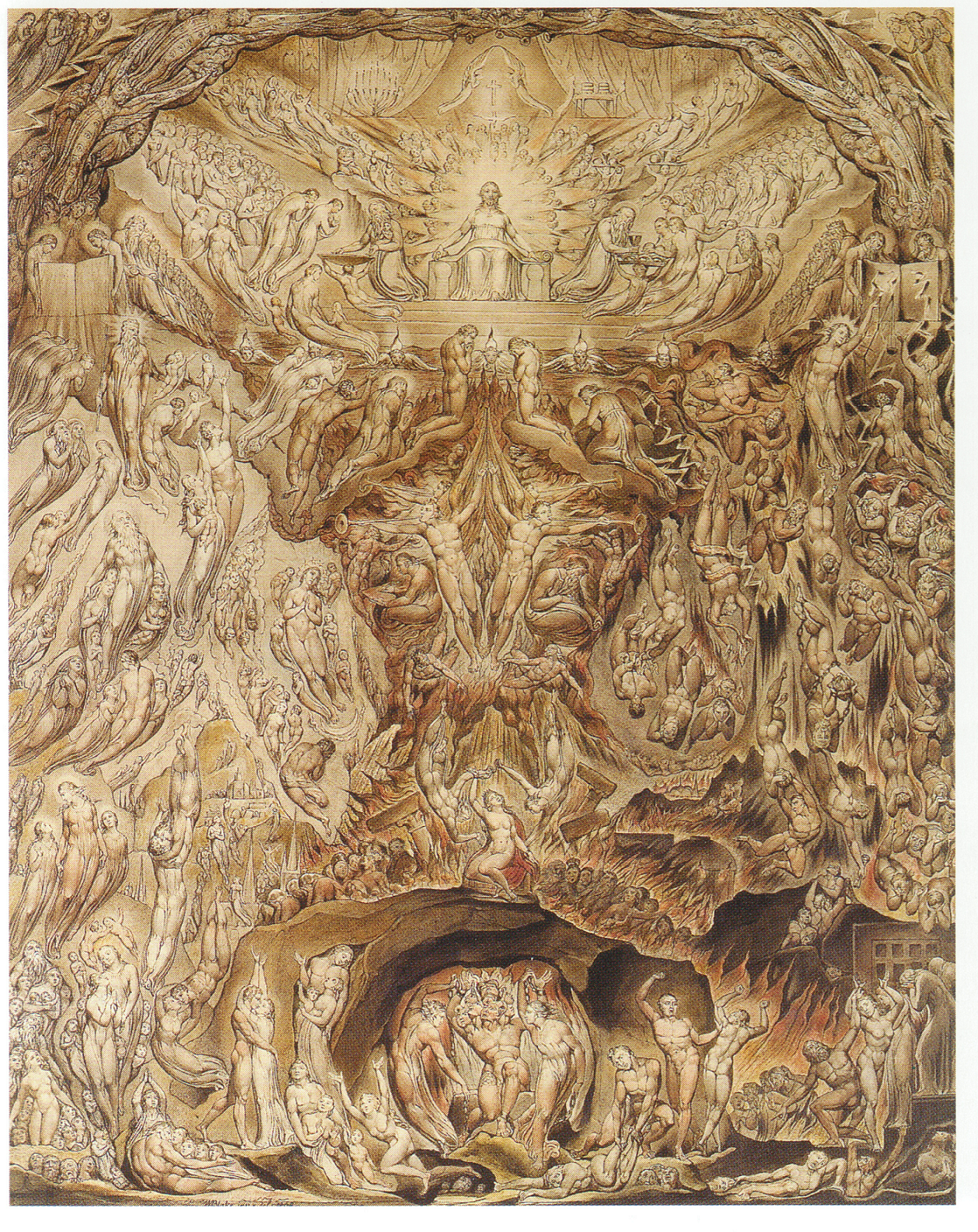
Precursor de Visión. Acuarela representada en la carta enviada a Humphry.

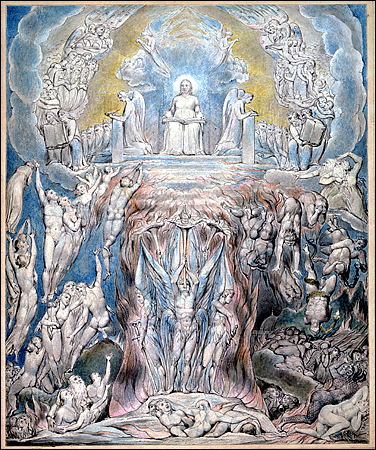
El Día del Juicio (1805). Versión de Blake en el poema The Grave de Robert Blair.

Una visión del juicio final es una pintura hecha y diseñada por William Blake en 1808 antes de llegar a ser un material gráfico perdido. La pintura fue mostrada en una exhibición de 1810 con un detallado análisis añadido a una segunda edición de su Descriptive Catalogue. Este plan fue abandonado después de que se canceló la exhibición, y la pintura desapareció. Las notas de Blake para Descriptive Catalogue describen varios aspectos del trabajo en una forma detallada, lo que permitió que las características de la pintura fueran conocidas. Además, los primeros diseños que revelan la representación de Blake con respecto al Juicio Final han sobrevivido, y éstos se remontan a un diseño precursor de Robert Blair en The Grave en 1805. Adicionalmente con las notas de Blake sobre la pintura, aparece una carta escrita a Ozias Humphrey que da una descripción de varias imágenes dentro de un diseño anterior al del Juicio Final.

## Orígenes
Blake afirmaba que diariamente tenía visiones, de igual forma afirmaba que eran un aspecto común de su vida. Su entendimieno acerca de estos eventos era, según él, experiencias similares a la de profetas bíblicos. En un comentario sobre Una visión del Juicio Final, Blake afirmó estaba inspirada en una visión que tuvo sobre el huésped del Cielo elogiando a Dios. El actual diseño de Una visión del Juicio Final fue creada en 1808 como una expansión de su obra El día del Juicio. Blake creó esta obra con el único fin de que fuera utilizada en The Grave de Blair, obra publicada en 1808.
La pintura sería mostrada por primera vez en una exhibición del trabajo de Blair en 1810, pero la exposición fue cancelada debido a problemas legales con unos trabajos en 1809. La versión original de la pintura se perdió, sin embargo, versiones o esbozos de esta han sobrevivido. Estas versiones incluyen una acuarela hecha por Elizabeth Ilive, esposa de George Wyndham, que fue expuesta en Petworth House en 1808. Una ilustración similar hecha a lápiz y tinta llegó a ser parte de la Galería Rosenwald. Otras ediciones incluyen acuarelas hechas por Thomas Butts en 1806, 1807, y 1809, una por John Flaxman en 1806 (perdida), y una en 1809 (versión que no llegó a ser vendida). Estas junto con El día del Juicio hecho para The Grave de Blair.
La pintura fue motivo de debate en Descriptive Catalogue, un trabajo que, en 1809, describía los sentimiento de Blair acerca de varios pintores y poetas incluyendo descripciones de sus propios trabajos y sus múltiples significados. Blake planeaba crear otra edición para la colección de 1810 pero se retractó luego de que la exhibición fuera cancelada. Notas de Blake sobre el motivo de sus trabajos como Una visión del Juicio Final y Dirección pública han sobrevivido. Las notas fueran descubiertas por William Michael Rossetti y mencionadas primeramente en una carta para Horace Scudder el 27 de noviembre de 1864. Rossetti transcribió las notas para The Life of William Blake de Alexander Gilchrist, una biografía temprana de Blake. Una pieza de su trabajo se extravió: parte de la página 71 que fue enviada de Rossetti para Scudder. Blake discutió la acuarela vendida a Ilives en dos trabajos, un poema, The Caverns of the Grave Ive Seen, escrito para Ilives afirmado por Blake acerca de su diseño, y una descripción de la obra de Ilives para Humphry en enero de 1808.

## Pintura
La descripción hecha y enviada por Blake a Humphrey explica que el trabajo trata sobre una resurrección. La obra, de igual forma, tiene a Cristo en el Trono del Juicio con el Cielo abierto. Detrás de Cristo hay cabezas de niños que representan la creación de parte de Jesús. Cristo se encuentra rodeado por los cuatro Zoas y los siete ángeles que tienen en sus manos frascos llenos con la ira de Dios. La imagen de un tabernáculo con una cruz dentro está representada encima de Cristo. Una imagen del bautismo se encuentra a la derecha de Cristo y una de la última cena a su izquierda, ambas imágenes representan la vida eterna. Más a la derecha de Cristo está la resurrección de los justos y a su izquierda la resurrección y posteriormente caída de los ímpios. Adán y Eva se encuentran debajo de Cristo y Abraham y Moisés cerca de estos. Debajo de Moisés está Satanás envuelto con una serpiente y en el centro está el libro de la muerte. En la parte superior de la obra se encuentra el Libro de la Vida, y la Iglesia Cristina se encuentra representada por la figura de una mujer en la cima de la luna.
Blake, en sus notas de Una visión del Juicio Final, describe cómo su diseño es para trabajar: "Si el espectador pudiera entrar en estas imágenes en su imaginación y acercarse a ellas en el carro de fuego de su pensamiento contemplativo [...] entonces surgirían de su tumba". Él basa su trabajo frecuentemente en la representación de la palabra, e intenta representar la acción de una manera visible que distinga su descripción del apocalipsis de la versión tradicional que contrasta con las visiones apocalípticas. Para Blake, se debe crear una imagen del Juicio Final, luego representar esa imagen, y posteriormente describir de manera brillante dicho trabajo.
En una discusión sobre la naturaleza del tiempo, Blake escribió en sus notas: 

Los Griegos representaban a Cronos o el Tiempo como un hombre viejo; esto es una fábula, pues la visión real del Tiempo es la juventud eterna. Yo tengo, sin embargo, que acomodar mi Figura del Tiempo de acuerdo a la opinión común, ya que yo también estoy infectado con ella al igual que mis visiones, como yo lo veo comprendido entre las edades, por desgracia, demasiado.

## Temáticas
Blake basó su interpretación del Apocalipsis en su creencia de que el amor de Dios permitió un apocalipsis personal como parte de la experiencia humana. En las notas de la obra afirmó que "siempre que cualquier individuo rechaza el mal y abraza la verdad, esa persona vive un Juicio Final". Esta idea coincide con el punto de vista de David Hartley de "el amor de Dios puro y desinteresado", y aparece en otras obras de Blake, incluyendo la obra Jerusalem: The Emanation of The Giant Albion. Incluso, en Milton: a Poem,  publicado entre 1805 y 1808, Blake describe el proceso por el que un individuo tiene que pasar durante un apocalipsis, que incluye tener que responder por sus errores y sus fallas. No hay paz durante la lucha, ya que implica una interacción directa entre las opiniones contrarias que eventualmente culminan en un nuevo estado.
En los detalles de la pintura, Blake afirma que cada componente tiene un significado alegórico específico según su tamaño en la pintura. Blake rechazó la idea de utilizar la alegoría en sus obras, excepto aquí, como escribió en una carta a Butts 6 de julio de 1803, "La alegoría se dirige a los poderes intelectuales, mientras que está totalmente oculta a la comprensión corporal, es mi definición de la más sublime poesía".
La interpretación filosófica del tiempo de Blake es similar a la de Samuel Taylor Coleridge es su descripción del limbo en su poema Limbo. Ambos afirman que su forma de entender el tiempo corresponde con el punto de vista común en su época, pero modifican su perspectiva del tiempo dentro de sus trabajo a la de una persona mayor. La figura del Tiempo aparece en otras obras de Blake, incluyendo la figura de Los y la ilustración que Blake hizo sobre el poema Night Thoughts de Edward Young.